# Beatriz Zamorano
Beatriz Zamorano Madruga (Madrid, 30 de junio de 1985) es una periodista y presentadora española. Trabaja en laSexta desde 2011. Desde 2013 trabaja Al Rojo Vivo, como redactora y copresentadora. Y desde 2020 es presentadora sustituta de todas las ediciones de laSexta Noticias.

## Trayectoria profesional
Estudió ciencias de la información en la Universidad Complutense de Madrid entre 2003 y 2008. Empezó en 2004 como redactora en Hora 14 de la Cadena SER y en «Wmix Mobile, M80 Radio, Cister FM». Entre 2007 y 2009 fue redactora de sociedad e internacional en Punto Radio. En abril de 2009 cambió la radio por la televisión, siendo redactora de Castilla y León Televisión hasta diciembre de 2012.
Empezó en laSexta en junio de 2013 como redactora de Al Rojo Vivo, y posteriormente pasó ser copresentadora y hacer conexiones desde la redacción. El 29 de junio de 2020 debutó como presentadora sustituta de laSexta Noticias.

## Vida personal
Desde 2014 está casada con el también periodista David Junquera. Y desde 2021 tienen una hija.